# Guillermo Balzi
Guillermo Balzi (Los Surgentes, 23 luglio 2001) è un calciatore argentino, attaccante del Levadeiakos in prestito dal Newell's Old Boys.

## Caratteristiche tecniche
È una seconda punta.

## Carriera
Cresciuto nel settore giovanile del Newell's Old Boys, debutta in prima squadra il 17 luglio 2021 in occasione dell'incontro di Primera División vinto 3-2 contro il Talleres (C).
Nell'estate del 2024 viene ceduto in prestito al Template:Calcio Levadeiakos, club della prima divisione greca.

## Statistiche

### Presenze e reti nei club
Statistiche aggiornate al 14 agosto 2022.
| Stagione                 | Squadra                  | Campionato               | Campionato | Campionato | Coppe nazionali | Coppe nazionali | Coppe nazionali | Coppe continentali | Coppe continentali | Coppe continentali | Altre coppe | Altre coppe | Altre coppe | Totale | Totale |
| Stagione                 | Squadra                  | Comp                     | Pres       | Reti       | Comp            | Pres            | Reti            | Comp               | Pres               | Reti               | Comp        | Pres        | Reti        | Pres   | Reti   |
| ------------------------ | ------------------------ | ------------------------ | ---------- | ---------- | --------------- | --------------- | --------------- | ------------------ | ------------------ | ------------------ | ----------- | ----------- | ----------- | ------ | ------ |
| 2021                     | Newell's Old Boys        | PD                       | 13         | 0          | CA+CdL          | 0               | 0               |                    | -                  | -                  |             | -           | -           | 13     | 0      |
| 2022                     | Newell's Old Boys        | PD                       | 11         | 0          | CA+CdL          | 0               | 0               |                    | -                  | -                  |             | -           | -           | 11     | 0      |
| Totale Newell's Old Boys | Totale Newell's Old Boys | Totale Newell's Old Boys | 24         | 0          |                 | 0               | 0               |                    | -                  | -                  |             | -           | -           | 24     | 0      |
| Totale carriera          | Totale carriera          | Totale carriera          | 24         | 0          |                 | 0               | 0               |                    | -                  | -                  |             | -           | -           | 24     | 0      |